# L'Astronomia
L'Astronomia rivista di scienza e cultura è stata una rivista di divulgazione astronomica fondata da Margherita Hack e Corrado Lamberti.
Fondata nel 1978, uscì per la prima volta in edicola nel novembre 1979, inizialmente a cadenza bimestrale. La rivista conobbe un grande successo di pubblico, raggiungendo anche il traguardo delle 30 000 copie. Tra i suoi autori si sono avvicendati numerosi astronomi, italiani e stranieri, ma anche, soprattutto inizialmente e grazie al contributo del marito della Hack, Aldo De Rosa, letterati come Alberto Moravia e Giuseppe Prezzolini.
Nel 1984 il completamento del titolo diviene mensile di scienza e cultura e l'editore diviene Media Presse (Milano). Da questo momento, la rivista acquista una periodicità mensile, con l'eccezione dell'uscita estiva unica di agosto-settembre, per un totale di 11 numeri annuali.
A metà 2002, Lamberti e la Hack hanno lasciato la direzione della rivista, per fondarne una nuova, chiamata Le Stelle.
La rivista ha chiuso infine i battenti nel 2008, col numero 296.
Corrado Lamberti ha testimoniato diverse fasi della vita della rivista nel libro Viva Margherita (2016, Springer Verlag), dedicato alla memoria della Hack.
La rivista non va confusa con la quasi omonima Astronomia, rivista bimestrale dell'UAI.